# Gregorio, el buen pecador

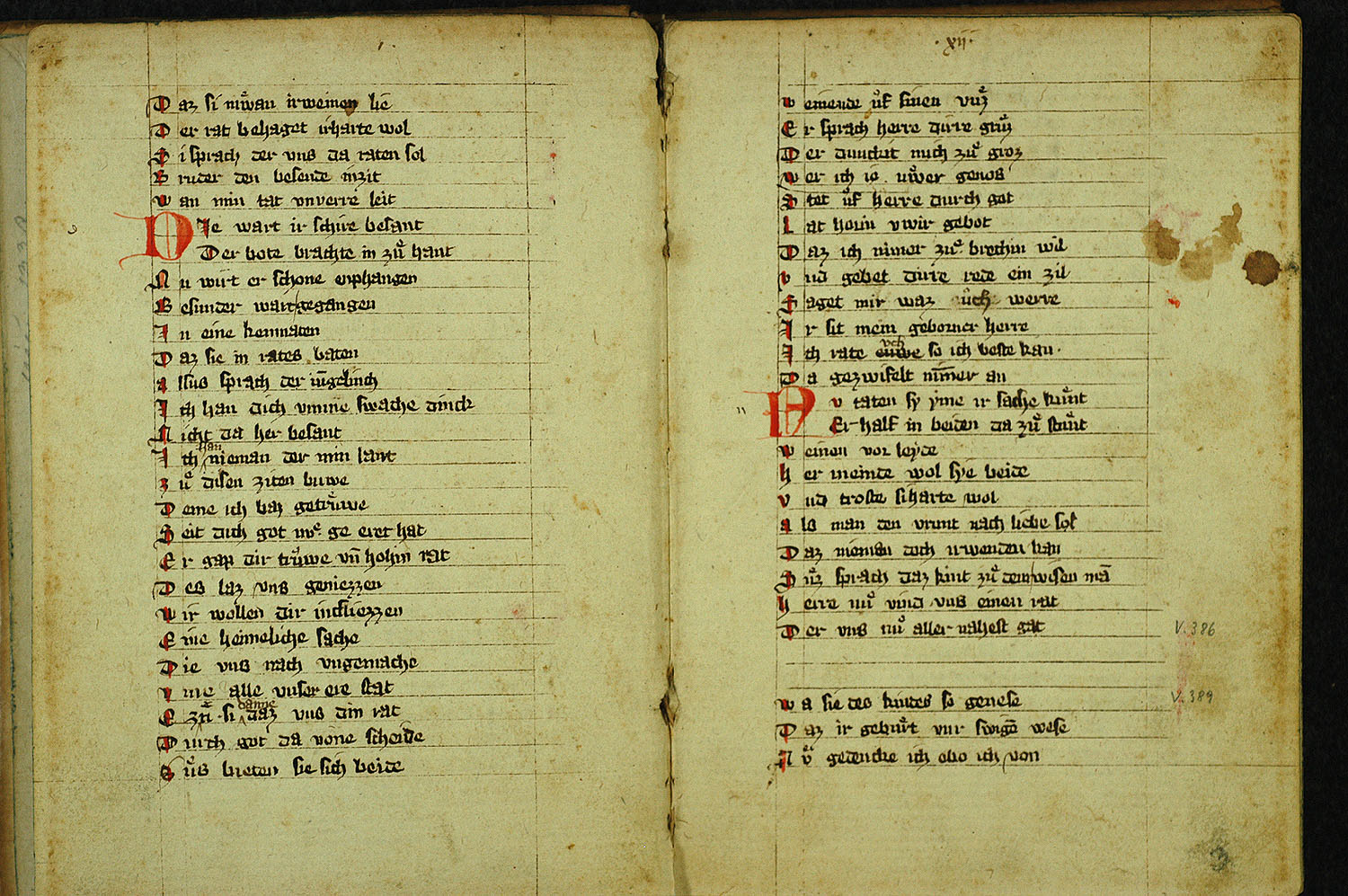
Manuscrito de Gregorio - segundo cuarto del (Salzburgo, Biblia Universitaria, Cód. M I 137, 2r-3v)

Gregorio - El buen pecador, en alemán Gregorius oder Der gute Sünder, es una leyenda cortesana alemana de Hartmann von Aue, que data de 1186-1190 y está basada en un original francés de un autor desconocido.
En el prólogo del Gregorio, Hartmann desarrolla pensamientos teológicos generales sobre la culpa y la penitencia. Su advertencia contra el zwîvel (desperatio) y la representación de la similitud bíblica samaritana está subrayada. El conjunto lo mezcla con otras parábolas bíblicas y su interpretación contemporánea. También advierte contra vürgedanc, que es probablemente el pecado de praesumptio.